# Funkenstrecke
Eine Funkenstrecke ist der Entladungsraum zwischen zwei Leitern (Elektroden), in dem sich ein Gas (zum Beispiel Luft) befindet. Steigt die Spannung zwischen den beiden Elektroden auf die Überschlagspannung an, so führt das entstehende elektrische Feld zu einer Ionisation des im Entladungsraum befindlichen Gases, dieses wird leitfähig und die Strecke wird aufgrund der Stoßionisation innerhalb von Bruchteilen einer Mikrosekunde durch einen Funken (kurz)geschlossen.

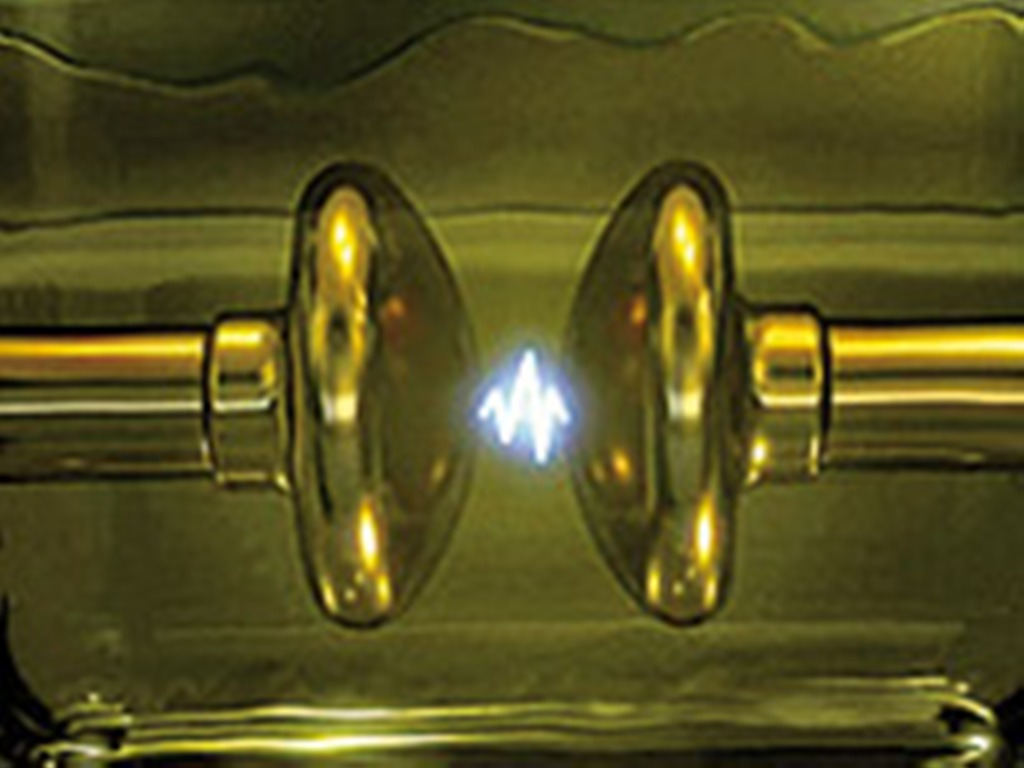
Funkenstrecke

## Allgemeines

Schaltzeichen Funkenstrecke

Funkenstrecken können durch ionisierende Strahlung (Ultraviolettstrahlung, Röntgenstrahlung, Gammastrahlung, geladene Teilchen) ausgelöst werden. Die Überschlagspannung einer Funkenstrecke sinkt durch ionisierende Strahlung und Feuchtigkeit ab. Auch eine spitze Form der Elektroden senkt die Überschlagspannung, denn es kommt zu lokal erhöhter Feldstärke und Vorentladungen.
Beispiel: In trockener Luft unter Standardbedingungen (Atmosphärendruck) werden je nach vorherrschendem Gas pro Millimeter Abstand zwischen den Leitern etwa 1 kV Spannung bis zum Überschlag eines Funkens benötigt. Dieser Wert kann durch die Art des Gases bzw. Gasgemisches und je nach Luftfeuchte und Luftdruck erheblich schwanken und abweichen (s. Paschen-Gesetz).
Eine Ausprägung der Funkenstrecke ist die Löschfunkenstrecke oder auch Deionkammer. Hierbei wird durch metallische Unterteilungen erreicht, dass der Schaltlichtbogen sich in Teillichtbögen aufspaltet und es so durch Unterschreiten der einzelnen Brennspannungen zu einem Abklingen (Löschung) mit reduziertem Kontaktabbrand kommt. Bei der historischen Bauform der Löschfunkensender wurde, in Kombination mit einem Schwingkreis, dieser Effekt zur Erzeugung gedämpfter Schwingungen ausgenutzt.
An offenen Bauformen von Funkenstrecken im Freien können ungewollte Überschläge auftreten, wenn sich an diesen Insekten angesammelt haben. Das lässt sich durch Druckluft vermeiden, die durch die Funkenstrecke geblasen wird.

## Anwendungen

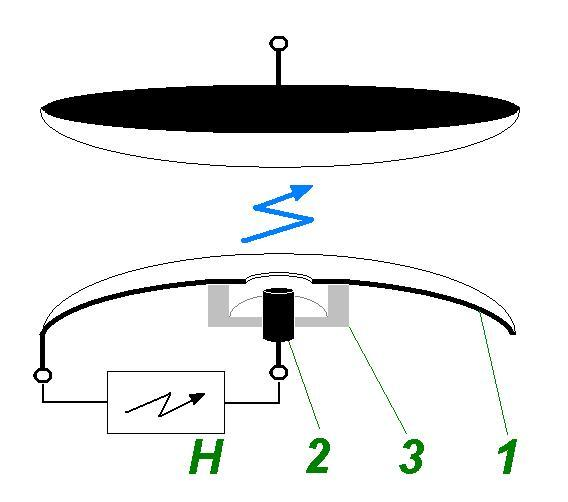
Triggerbare Schaltfunkenstrecke:
1 – Hauptelektrode
2 – Hilfselektrode
3 – Isolator
H – Hilfsimpulsquelle

Der um 1901 entwickelte Knallfunkensender der Marconi Company geht auf Versuche von Heinrich Hertz zurück und verwendete eine Funkenstrecke zur Erzeugung von Funkwellen. Der in dieser Anordnung entstehende Funke gab der drahtlosen Funkübertragung den Namen. Um 1905 entwickelte Max Wien den Löschfunkensender, der höhere Folgefrequenzen der Funken erlaubte. Auch im Tesla-Transformator arbeitet im Primärkreis eine Schaltfunkenstrecke. Da Funkenstrecken Impulse mit kurzen Anstiegszeiten erzeugen, enthalten die von ihr erregten Schwingungen auch zahlreiche sehr hohe Frequenzen, welche elektronische Geräte und den Funkverkehr auf zahlreichen Bändern stören.
Stickstofflaser und weitere Geräte verwenden ebenfalls Schaltfunkenstrecken zur Erzeugung hochenergetischer, sehr kurzer Strom- und Spannungsimpulse. Bei der Zündkerze im Ottomotor wird ein Funke zur Zündung des Kraftstoff-Luft-Gemischs verwendet. Eine besondere geometrische Form einer Funkenstrecke stellt die Jakobsleiter dar. Marx-Generatoren benötigen zur Funktion Funkenstrecken und ggf. auch eine Trigger- bzw. Schaltfunkenstrecke, Trigatron. Funkenkammern registrieren den Durchflug von Elementarteilchen (z. B. Myonen) – es entstehen Funken entlang des Flugweges der Teilchen. Bei der funkenerosiven Materialbearbeitung wird mit Hilfe einer sehr kurzen Funkenstrecke in einer Flüssigkeit Metall mit hoher Genauigkeit abgetragen.

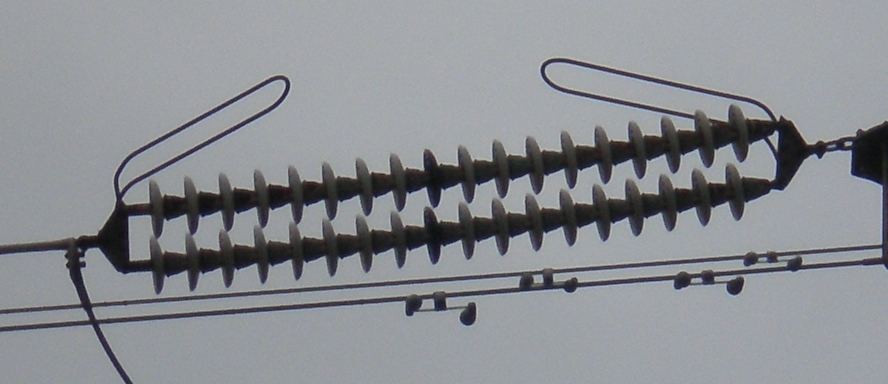
Hochspannungsisolator mit Hörnern

Funkenstrecken dienten früher als einfacher und sehr grober Überspannungsableiter im Bereich der Isolatoren von Freileitungen. Diese Funkenstrecken sind in Form von Hörnern an den Enden des Isolators ausgebildet und sind nicht mit den ähnlich aussehenden Koronaringen zu verwechseln. Die Hörner dienen dazu, im Fall eines Überschlages den sehr heißen Lichtbogen vom Isolator entfernt zu halten und so Schäden am Isolator zu vermeiden.
Da allerdings der offene Lichtbogen zwischen den Hörnern zu einer nicht kontrollierbaren Ionisierung der Luft in der Umgebung führt, welche durch Wind und thermische Luftströmungen verfrachtet wird, und aufgrund der in elektrischen Energienetzen auftretenden hohen Momentanleistungen, können diese leistungsstarken Entladungen zu zusätzlichen Überschlägen an benachbarten Freileitungsteilen mit Folgefehlern führen. Zum Schutz vor Überspannung bei Freileitungen werden daher statt der offenen Hörner vermehrt gekapselte Überspannungsableiter, bestehend aus Varistoren oder Gasableitern, mit besser definiertem Zündverhalten und Ableitvermögen eingesetzt.
Auch an Isolatoren bei selbststrahlenden Sendemasten finden Funkenstrecken als Überspannungsschutz Anwendung. Diese Überspannungen treten insbesondere infolge von atmosphärischen Aufladungen – wie bei heranziehenden Gewittern – auf. Die dabei auftretenden Lichtbogenleistungen sind allerdings gering, so dass es durch den Lichtbogen zu keiner wesentlichen Beschädigung an den Funkenstrecken kommt.